# 143P/Коваля — Мркоса
Комета Коваля — Мркоса (143P/Kowal-Mrkos) — короткопериодическая комета из семейства Юпитера, которая была обнаружена в сентября 1984 года на фотопластинах, полученных 23 апреля 1984 года американским астрономом Чарльзом Ковалем с помощью 1,2-метрового телескопа Шмидта Паломарской обсерватории. Она была описана как звёздоподобный объект 15,0 m звёздной величины со слабой едва различимой комой. Очень скоро британский астроном Брайан Марсден установил, что эта комета идентична астероиду 1984 JD, открытому  2 мая чешским астрономом Антонином Мркосом. Комета обладает довольно коротким периодом обращения вокруг Солнца — чуть более 8,9 лет.

Орбита кометы Коваля — Мркоса и её положение в Солнечной системе

Исходя из этих данных, а также более поздних наблюдений, Брайан Марсден рассчитал первую эллиптическую орбиту, согласно которой комета должна была пройти перигелий 7 июня 1984 года и иметь период обращения 7,32 года. В августе 1987 года японский астроном Сюити Накано заново исследовал орбиту этой кометы. Он подтвердил правильность прежней орбиты и предсказал следующее возвращение кометы, назвав вероятную дату перигелия 19 июля 1991 года. Также он отметил, что сближение с Юпитером в марте 1989 года должно было увеличить период обращения до 9,33 года. Но обнаружить комету в этот раз так и не удалось. 
Следующее возвращение в перигелий должно было состояться 3 ноября 2000 года, а уже в марте этого года в рамках проекта LINEAR в период с 9 по 13 марта в заданном районе удалось наблюдать звёздоподобный объект, который первоначально был классифицирован как астероид 2000 ET90. Дополнительные наблюдения, проведённые 4 и 8 апреля, позволили Г. В. Уильямс установить явную кометную орбиту объекта. Поиск более ранних изображений позволил обнаружить объект на фотоснимках от 7 февраля (19,2 m), 1 марта (17,2 m) и 2 апреля (16,9 m). Эти данные позволили доказать, что данный объект действительно является возвращением кометы Коваля — Мркоса. Текущее положение кометы указывало на необходимость корректировки орбиты на +125 суток, что хорошо объясняло неудачные наблюдения 1991 года.

## Сближения с планетами
В XX веке комета испытала два очень тесных сближения с Юпитером, каждое из которых сопровождалось серьёзным изменением орбиты. Ещё одно подобные сближение ожидается в первой половине XXI века. 
- 0,39 а. е. от Юпитера 6 июня 1928 года;
- 0,16 а. е. от Юпитера 15 марта 1989 года;
- 0,27 а. е. от Юпитера 2 сентября 2024 года.